# Lithognathus
Lithognathus is een geslacht van straalvinnige vissen uit de familie van zeebrasems (Sparidae). Het geslacht is voor het eerst wetenschappelijk beschreven in 1839 door Swainson.

## Soorten
- Lithognathus aureti Smith, 1962
- Lithognathus lithognathus (Cuvier, 1829) – Witte steenbaars
- Lithognathus mormyrus (Linnaeus, 1758) – Zandsteenbaars
- Lithognathus olivieri Penrith & Penrith, 1969